# زیردریایی کلاس فاکس‌تروت
سابمارین کلاس فاکس‌تروت (به انگلیسی: Foxtrot-class submarine) یک کلاس از زیردریایی است که طول آن ۸۹٫۹ متر (۲۹۴ فوت ۱۱ اینچ) می‌باشد.